# Нојфарн бај Фрајсинга
Нојфарн бај Фрајсинга (њем. Neufahrn bei Freising) општина је у њемачкој савезној држави Баварска. Једно је од 24 општинска средишта округа Фрајзинг. Према процјени из 2010. у општини је живјело 19.006 становника. Посједује регионалну шифру (AGS) 9178145.

## Географски и демографски подаци
Нојфарн бај Фрајсинга се налази у савезној држави Баварска у округу Фрајзинг. Општина се налази на надморској висини од 464 метра. Површина општине износи 45,5 km². У самом мјесту је, према процјени из 2010. године, живјело 19.006 становника. Просјечна густина становништва износи 417 становника/km².

## Међународна сарадња
| Мјесто | Држава  | Врста сарадње | Од    |
| ------ | ------- | ------------- | ----- |
| Тренто | Италија | партнерство   | 1983. |
| Извор  |         |               |       |